# Psilopogon
Psilopogon S.Müller, 1836 è un genere di uccelli della famiglia Megalaimidae.

## Tassonomia
Comprende le seguenti specie:
- Psilopogon pyrolophus S.Müller, 1836 - barbetto ciuffoflammeo
- Psilopogon virens (Boddaert, 1783) - barbetto maggiore
- Psilopogon lagrandieri (J.Verreaux, 1868) - barbetto culorosso
- Psilopogon zeylanicus (J.F.Gmelin, 1788) - barbetto testabruna
- Psilopogon lineatus (Vieillot, 1816) - barbetto lineato
- Psilopogon viridis (Boddaert, 1783) - barbetto guancebianche
- Psilopogon faiostrictus (Temminck, 1832) - barbetto guanceverdi
- Psilopogon corvinus (Temminck, 1831) - barbetto golabruna
- Psilopogon chrysopogon (Temminck, 1824) - barbetto baffidorati
- Psilopogon rafflesii (Lesson, 1839) - barbetto capirosso
- Psilopogon mystacophanos (Temminck, 1824) - barbetto golarossa
- Psilopogon javensis (Horsfield, 1821) - barbetto bandanera
- Psilopogon flavifrons (Cuvier, 1816) - barbetto frontegialla
- Psilopogon franklinii (Blyth, 1842) - barbetto goladorata
- Psilopogon oorti (S.Müller, 1836) - barbetto ciglianere
- Psilopogon annamensis (Robinson & Kloss, 1919) - barbetto del Vietnam
- Psilopogon faber Swinhoe, 1870 - barbetto della Cina
- Psilopogon nuchalis Gould, 1863 - barbetto di Taiwan
- Psilopogon asiaticus (Latham, 1790) - barbetto golablu
- Psilopogon monticola (Sharpe, 1889) - barbetto montano
- Psilopogon incognitus Hume, 1874 - barbetto dai mustacchi
- Psilopogon henricii (Temminck, 1831) - barbetto capogiallo
- Psilopogon armillaris (Temminck, 1821) - barbetto fronteflammea
- Psilopogon pulcherrimus Sharpe, 1888 - barbetto nucadorata
- Psilopogon australis (Horsfield, 1821) - barbetto guanceblu
- Psilopogon duvaucelii (R.Lesson, 1830)
- Psilopogon eximius (Sharpe, 1892) - barbetto del Borneo
- Psilopogon rubricapillus (J.F.Gmelin, 1788) - barbetto frontecremisi
- Psilopogon malabaricus (Blyth, 1847) - barbetto frontecremisi
- Psilopogon haemacephalus (Statius Müller, 1776) - barbetto ramatore